# Contortipalpia
Contortipalpia é um gênero de mariposa pertencente à família Crambidae.